# Евмен I
Евмен I (дав.-гр. Εὐμένης Α') — володар Пергама у 263-241 до н. е., небіж Філетера.
Розширив територію Пергамського царства за рахунок навколишніх областей. Самостійна поведінка Евмена викликала втручання Антіоха I, який вважав Пергам частиною своєї держави. Проте у битві біля Сард селевкідська армія зазнала поразки . Відтіснив галатів, що спустошували своїми нападами узбережжя Егейського моря, вглиб Анатолії.